# صيفرانية
الصيفرانية (الاسم العلمي: Flavobacteriia) هي طائفة من البكتيريا تتبع شعبة البكتيريا العصوانية. وتتكون الطائفة الصيفرانية من رتبة وحيدة من البكتيريا البيئية. الصيفرانية هي مجموعة من البكتيريا الطفيلية المطاعمة ومن مسببات الأمراض الانتهازية. نوع الصيفرية أليفة البرد يسبب المرض الإِنتاني متلازمة صغار تروتة قوس قزح (بالإنجليزية: Rainbow Trout Fry Syndrome)‏ ومرض المياه الباردة البكتيري (بالإنجليزية: bacterial cold water disease)‏.
وفقا لبرنارديت وآخرون، فإن الصيفرانية هي عصويات هوائي سلبية الغرام بطول 2-5 ميكرون وعرض 0.3-0.5 مع نهايات مدورة أو مدببة التي هي متحركة بالانزلاق. اللون المستعمرات هو أصفر (كريمي إلى برتقالي) على طبق آغار، تتحلل إلى سكريات متعددة ولكن ليس إلى السليلوز، G + C محتويات 32-37٪، وتوزع على نطاق واسع في التربة والموائل العذبة ومياه البحر. النوع النمطي هو الصيفرية المائية.

## التصنيف
- رتبة الصيفريات
  - فصيلة نظيرات الصيفرية
  - فصيلة المتصرصرات
  - فصيلة المتزعفرات
  - فصيلة المتجلدات
  - فصيلة المتسمكات
  - فصيلة الشلايفريات